# Gândac de Colorado

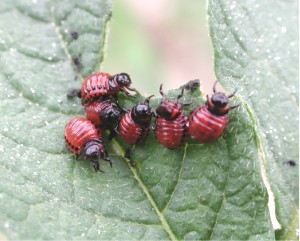
Larve hrănindu-se dintr-o frunză de cartof

Gândacul de Colorado (Leptinotarsa decemlineata) este o insectă din ordinul coleopterelor, din familia chrysomelidelor, amplu răspândită la nivel mondial, asociată cu locurile de cultură și de depozitare a cartofilor, asupra cărora acționează ca un dăunător.
Originea acestui gândac este neclară, dar se pare că provine din sud-vestul Americii de Nord (din statul american Colorado și din Mexic). În 1877, gândacul de Colorado a fost descoperit pe terenurile cultivate cu cartofi din Germania, dar a fost eradicat în cele din urmă.

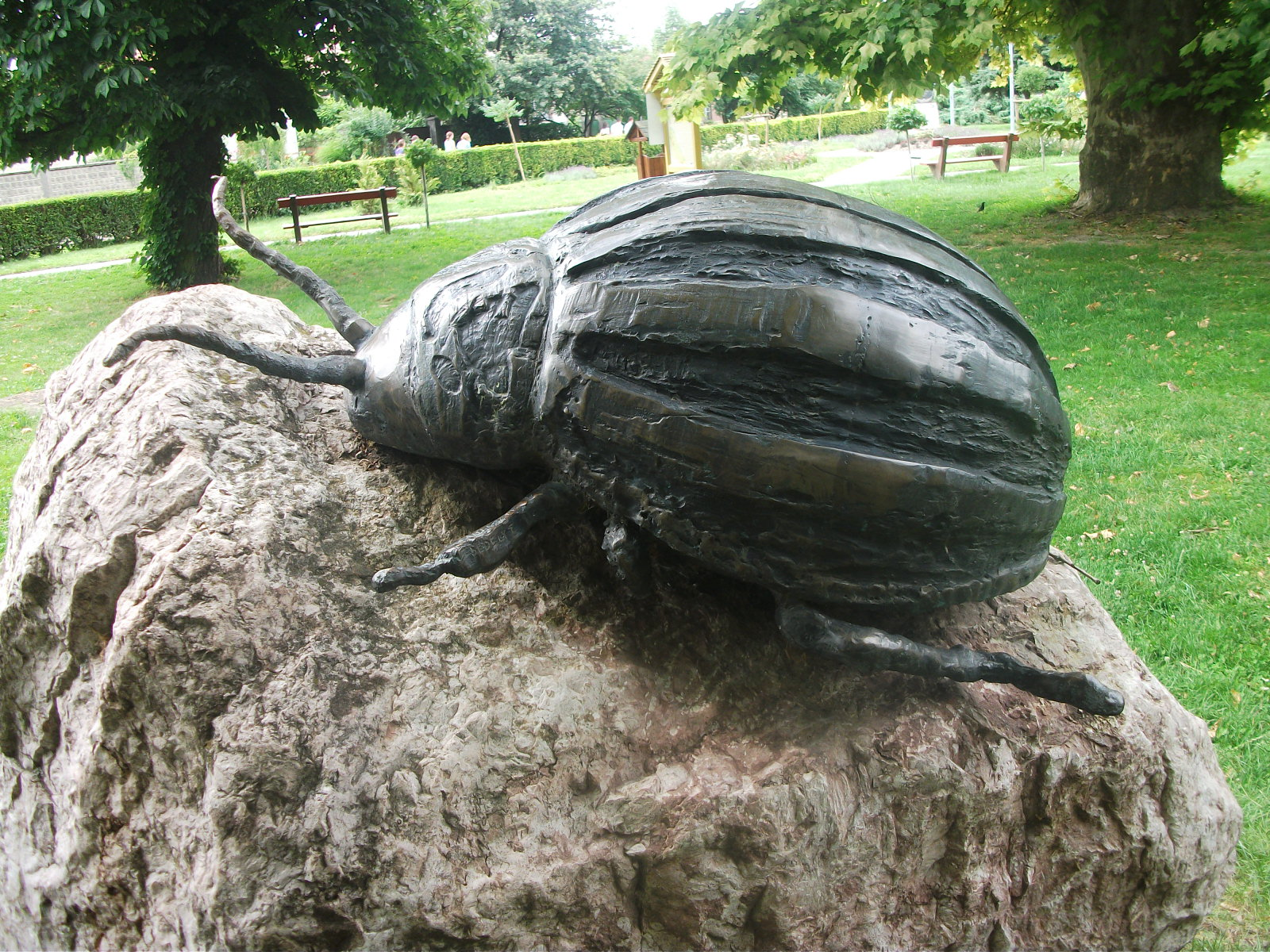
Statuie din bronz a unui gândac de Colorado în Hédervár, Ungaria

La sfârșitul primului război mondial, a apărut la bazele militare americane din Bordeaux și a continuat să se răspândească până la începutul celui de-al doilea război mondial în Belgia, Țările de Jos și Spania.
Plante-gazdă și aspectul dăunării
Gândacul din Colorado atacă diferite specii de plante din familia Solanaceae. Dintre solanaceele cultivate sunt atacate cartoful, vinetele, tomatele etc, iar dintre cele spontane ciumăfaia, zârna, laurul, măselarița, mătrăguna etc. Întâmplător pot fi atacate și alte specii de plante ca salata, loboda, lucerna etc. Tomatele (Solanum lycopersicum) nu sunt atacate decât de adulții hibernanți în foarte puține cazuri sau gǎsit pe tufe și larve. De asemenea ardeiul este foarte puțin atacat. Numeroase ponte s-au gǎsit pe buruienile din culturile de cartofi, și anume: mohor (Setaria sp), pir (Agropyrum sp), volbura (Convolvurus Arvensis) și costrei (Sorghum Helapense), dar niciodatǎ nu s-au gǎsit larve pe aceste plante. Speciile genului Solanum prezintă o gamă de sensibilitate foarte diferită față de atacul dăunătorului. Acestea se pot clasifica în 4 grupe. Grupa I-a (specii puternic atacate): Solanum marginatum, S. stramonifolium, S. cornutum, S. dulcamara, S. rostratum etc.; Grupa a II-a (specii moderat atacate): Solanum tuberosum, S. laciniatum, S. acaule, S. cacoense, S. candelarium etc.; Grupa a III-a (specii moderat rezistente): Solanum pyracanthum, S. bald-sii, S. ciliatum, S. verucosum; Grupa a IV-a (specii rezistente): Solanum demissum var., S. polyadenium, S. henryi, S. jamesii etc. Adulții rod foliolele frunzelor începând de la margine, putând să producă în final defolierea plantelor. Când nu mai găsesc plante verzi pentru hrană, gândacii pot ataca tuberculii de cartof, mai ales cei care se găsesc la suprafața solului, sau fructele de vinete. Larvele tinere perforează, iar mai târziu consumă în întregime limbul foliar. Larvele de vârstele I - II consumă 6 % din frunze, cele de vârsta a III-a 20.
%, iar cele de vârsta a IV-a 74 %. La atacuri puternice la plante nu rămân decât resturi din tulpini. În cazul unor atacuri intense culturile de cartofi pot fi compromise. Morfologie. Adultul are corpul de 9-12 mm lungime, femelele fiind ceva mai mari ca masculii (femela se deosebește de mascul dupǎ ultimul segment abdominal, pe care are o adânciturǎ de formǎ triunghiularǎ; masculii sunt în general mai mici și au forma corpului mai alungitǎ), de culoare galbenă-portocalie. Capul este mai lat decât lung și în general este ținut în jos, astfel ca privind gândacul de sus aproape ca nu i se vede capul. Antenele au primele 5 articule de culoare galbenă, iar celelalte 6 sunt de culoare întunecată. Corpul este oval alungit, convex dorsal. Capul galben-roșcat, prezintă o pată mediană triunghiulară, neagră. Pronotul cu 13 pete, negre dintre care cea mediană, este în forma literei V. Elitrele cu câte 5 dungi longitudinale negre, cele 2 laterale fiind mai înguste. Aripile posterioare sunt subțiri, membranoase, la început transparente, apoi ruginii, iar dupǎ 30 de zile de la ieșirea gândacului din sol devine roz, apoi roșii roz. Ele sunt de circa 2 ori mai mari decât prima pereche de aripi și în stare de repaus stau împǎturite atât în lungime cât și pe lǎțime și sunt în întregime acoperite de elitre. Picioarele sunt roșcate, ceva mai deschise la culoare decât corpul, cu tarsele negre. Abdomenul prezintă 3-4 șiruri de pete negre longitudinale. Oul are forma alungitǎ, mǎrimea lui variazǎ între 1.2-1.8 mm, de culoare galbenǎ sau galben portocalie. La exterior oul este lipicios, foarte rezistent la factorii fizici și chimici, iar corionul este transparent. Larva proaspǎt eclozatǎ din ou este de culoare galben-portocalie având circa 1.5 mm lungime și 0.5-0.6 mm lǎțime, partea ventralǎ fiind lǎțitǎ, iar cea dorsalǎ bombatǎ. Ea este de tip oligopod, subtipul chrysomelid, având segmentele abdominale cu un lumen mare, iar ultimele douǎ segmente se îngusteazǎ brusc, sunt ușor retractile. Aceste ultime douǎ segmente formeazǎ pigopodiumul, o formațiune utilizatǎ de cǎtre larvǎ în procesul de deplasare a ei pe substratul alimentar. Capul, toracele și picioarele sunt de culoare galbenǎ lucioasǎ; la fel și perișorii care le acoperǎ. Pe marginile laterale ale segmentelor abdominale are câte două rânduri de pete negre. Are trei perechi de picioare, iar pe ultimul segment abdominal o ventuzǎ care o ajutǎ la deplasare. Larvele nǎpârlesc de 3 ori pânǎ la împupare. Deosebim patru stadii larvare. Înainte de nǎpârlire culoarea larvei este roșie închis, având trgumentul lucioas și mult întins. Nǎpârlirea dureazǎ în jur de o orǎ. Dupǎ nǎpârlire larva stǎ timp de 3-4 ore fǎrǎ sǎ se miște, timp în care se coloreazǎ corpul, capul și picioarele. Acum larva are tegumentul mai închis și mai zbârcit ca înainte de nǎpârlire. Culoarea larvelor mai poate varia și în funcție de temperaturǎ. La o temperaturǎ mai joasǎ va predomina culoarea roșie, iar la temperaturi ridicate, culoarea galbenǎ. Larva la completa dezvoltare are corpul de 12-15 mm lungime. Pupa se formeazǎ numai în pǎmânt, la o adâncime de 2-10 cm, în funcție de natura solului. Retragerea larvei în sol pentru împupare se face de obicei în micile crǎpǎturi ale solului. Larva, odatǎ ajunsǎ la adâncimea doritǎ, își construiește o cǎmǎruțǎ cu diametrul de circa 1 cm, cu pereții bine neteziți, în care se așeazǎ pe spate și stǎ nemișcatǎ 5-8 zile, nǎpârlește și se transformǎ în pupǎ. Forma pupei este ovalǎ, lungǎ de 9-12 mm și latǎ de 6-7 mm. La început are culoarea roșie portocalie deschisǎ, pentru ca mai târziu sǎ devinǎ galbenǎ portocalie. Pupa, de tipul libera, este acoperitǎ cu o pelițǎ subțire prin care se poate observa cu ușurințǎ toate organele viitorului gândac. Ciclul biologic. În condiții din țara noastră are 1-2 generații pe an, generația de primăvară G1 în lunile mai-iunie și generația de vară G2 în lunile iulie-aprilie. În anii calduroși și în anumite zone ale țării poate evolua și o a treia generație. Gândacul din Colorado ierneazǎ în sol ca adult la o adâncime mai mare sau mai micǎ, în funcție de caracterul solului și umiditatea lui. În solurile umede gândacul intrǎ pânǎ la 10-20 cm adâncime. În timp ce în solurile mai uscate, nisipoase, poate intra pânǎ la 1m. În timpul iernii o mare parte din găndacii hibernanți pot fi distruși, atunci cănd temperatura solului scade sub 0° C, la adâncimea de 10-40 cm. Primǎvara, când temperatura medie decadalǎ a aerului trece de 12 °C, adicǎ atunci când temperatura zilnicǎ maximǎ este peste 17 °C, încep sǎ iasǎ din sol primii gândaci hibernanți. La noi, ieșirea gândacilor din sol corespunde cu începutul lunii aprilie și poate continua pânǎ la începutul lunii mai, iar în cazuri excepționale și în cursul lunii iunie. Ieșirea din sol se produce în cursul orelor de la amiazǎ când temperatura este mai ridicatǎ. Maximul de apariție se manifestă la temperaturi ale solului mai mari de 15 °C. Aceste temperaturi nu se înregistrează în toate solurile la aceași dată, de aceea apariția este eșalonată până la sfârșitul lunii mai. Apariția în masă a adulțiilor are loc în a treia decadă a lunii aprilie, prima decadă a lunii mai, la temperaturi medii zilnice de 14-21 °C . Gândacii bǎtrâni, ieșiți primǎvara de la iernare, trebuie sǎ se hrǎneascǎ intens o perioadǎ de timp, care la temperatura medie de 20 °C este de circa 10 zile. Dupǎ ieșirea din sol gândacii manifestǎ tendința de mișcare, în care scop ei se deplaseazǎ în mers sau în zbor. Un gândac parcurge în mers 20-25 m pe orǎ, fapt foarte important de cunoscut mai ales când se descoperǎ un nou focar. Gândacii ieșiți din sol nu încep o datǎ sǎ se hrǎneascǎ, uneori se întâmplǎ ca unii sǎ se reîntoarcǎ din nou în sol și de a reveni la suprafațǎ dupǎ câteva zile. La majoritatea insectelor copulația a avut loc încă din vară, înainte de intrarea în hibernare și se continuă la apariție în primăvară. Dupǎ o perioadǎ de hrǎnire intensǎ gândacii hibernanți se maturizeazǎ și încep împerecherea. În timpul împerecherii insectele stau pe frunzele de cartofi, fie în stare de repaus fie consumând frunzele. La apropierea omului sau la atingerea frunzelor se despart imediat și cad jos. Împerecherea se poate repeta de mai multe ori pe zi, de obicei se produce în orele cele mai cǎlduroase din timpul zilei. Uneori se întâmplǎ ca femelele împerecheate toamna sǎ se retragǎ pentru iernare în sol și în primǎvarǎ depun ouǎ fǎrǎ sǎ se mai împerecheze. Astfel se explicǎ și existența de focare noi primǎvara, focare care pot lua naștere dintr-un singur exemplar ajuns din întâmplare la fața locului. Femelele fecundate nu rǎmân mai mult timp în același loc, se rǎspândesc prin mers sau zbor în cǎutarea condițiilor favorabile pentru depunǎrea ouǎlor. Cautǎ tufe a cǎror înǎlțime este de 10-15 cm, frunzele acestora fiind cele mai preferate.Dacǎ temperatura maximǎ zilnicǎ este de 18-20 °C, atunci depunerea ouǎlor continuǎ, fǎrǎ întrerupere timp de 3-4 decade, uneori putând continua pânǎ la 2 luni. La noi, femelele depun ouǎ din luna mai pânǎ la sfârșitul verii. Ouǎle sunt depuse pe dosul frunzelor în grǎmezi sau pachete de 20-30 bucǎți, rareori mai mari, putând ajunge pânǎ la 100. Ouǎle sunt depuse pe dosul frunzei de la baza tulpinii, dar sunt și excepții când sunt depuse pe tulpinǎ. Ouǎle sunt lipite între ele, pachetul este compact, având o formǎ mai mult sau mai puțin regulatǎ. Depunerea unui pachet de ouǎ dureazǎ pânǎ la o orǎ. În afarǎ de cartofi, femelele mai pot depune ouǎ și pe alte plante ca: volbura, pǎlǎmida, mǎtrǎguna, mǎselarițǎ, etc. La temperaturi potrivite femela depune un pachet de ouǎ la douǎ zile. La temperaturi mai ridicate depune zilnic câte o pontǎ și uneori câte douǎ ponte pe zi. Dupǎ 3-4 ponte, femela întrerupe oatul pentru un timp, care dureazǎ de la câteva zile pânǎ la o lunǎ. În general o femelǎ depune 400-500 ouǎ, rareori la noi poate ajunge pânǎ la 900-1000 ouǎ. După Wegorek (1957), poate ajunge și la 3096. Din luna mai sau iunie din ouǎle depuse ies larvele. Perioada de incubație este în funcție de temperatura și umiditatea aerului. La o temperaturǎ de 15 °C cu o umiditate relativ normalǎ, apariția larvelor se produce dupǎ 14-20 zile, la 20-22 °C dupǎ 5-11 zile, iar la 24-26 °C dupǎ 5-6 zile. La temperaturi sub 12 °C ouǎle nu se dezvoltǎ, de asemenea la temperaturi de peste 36 °C ele se usucǎ. Dupǎ câteva ore sau 1-2 zile de la eclozare, larvele încep sǎ se hrǎneascǎ cu frunze rozând țesutul de pe dosul frunzei, fǎrǎ însǎ sǎ o gǎureascǎ. Apoi, treptat ele se îndepǎrtează una de alta, îndreptǎndu-se spre frunzele tinere de pe vârful tufei, pe care încep sǎ le roadǎ fǎcând gǎuri de diferite forme și mǎrimi. Dupǎ 2-3 zile larvele trec pe dosul frunzelor, unde năpârlesc, trecând în a doua vârstă larvară. Dupǎ alte circa 4 zile de hrănire intensă larvele năpârlesc a doua oară, trecând în a treia vârstǎ larvarǎ. Larvele consumǎ acum atât nervurile subțiri cât și cele groase ale frunzei. După cinci zile de hrǎnire larvele năpârlesc pentru a treia oară trecând în a patra vârstă larvară. Din acest stadiu ele sunt foarte lacome, consumând frunzele în întregime, ba uneori consumă și părți din tulpină. Ele trec de pe o frunză pe alta, făcând pagube din ce în ce mai mari în culturile de cartof, hrǎnindu-se atât ziua cât și noaptea, atunci când temperatura este potrivită. Vârsta larvelor poate fi identificată și după lungimea corpului larvelor:L1 = 1.5-2.5 mm; L2 = 2.6-4.5 mm; L3 = 4.6-9.0 mm; L4 = 9.1-16 mm. Mărimea larvelor este un criteriu foarte important, care ne ajută la stabilirea vârstei pentru a putea aplica tratamente în momentul optim. La sfârșitul vârstei a patra, larvele coboară pe pământ unde se plimbă un timp ca, pe urmă, la baza tufei, uneori chiar mai departe să intre în sol la o adâncime de 2-10 cm sau chiar mai mult, în funcție de natura solului. În solurile pline cu apă larvele nu se pot împupa, deci marea lor majoritate este sortită pierii. Larva coboară în sol și își construiește o căsuță în care se așează. Acest stadiu de odihnă înainte de împupare, denumit stadiul prepupal durează 5-9 zile. Stadiu de pupă durează 6-15 zile la temperatura și umiditatea normală, dar în anumite condiții se poate prelungi până la 20-30 zile. Pupa se transformată în gândac și acesta iese la suprafața solului. Gândacii proaspeți ieșiți (imago) se hrănesc timp de 5-10 zile pe locul unde au apǎrut, în acest timp nu zboarǎ cǎci aripile, care erau ieșite, abia acum se întǎresc. Cǎldura ridicatǎ și hrana bogatǎ favorizeazǎ maturitatea lor. O parte din gândaci, în zilele calde cu temperaturi peste 20-25 °C, în lipsǎ de plante de cartofi tineri își iau zborul în cǎutare de culturi de plante tinere. Aceste zboruri pot fi în numǎr mic sau în masǎ și la distanțe mici sau mari, în funcție de curenții de aer. Gândacii maturizați, ajunși în culturi noi, dau naștere la noi focare prin depunere de ouǎ. O parte din gândacii tineri sau maturizați, sau împerecheat și au depus ouǎ, o altǎ parte nu au depus. Aceștia se pregǎtesc pentru perioada de diapauzǎ. Dacǎ gândacii ieșiți din sol nu mai gǎsesc frunze tinere, se vor hrǎni cu frunze bǎtrâne; în acest caz nu se va mai produce maturizarea organelor genitale. Gândacii vor acumula cantitǎți din ce în ce mai mari de grǎsimi, vor pierde o cantitate din ce în ce mai mare de apǎ, iar treptat activitatea lor scade de la o zi la alta. Pregǎtirea de hibernare este nu numai o urmare a hrǎnirii cu frunze bǎtrâne ci și o influențǎ a temperaturii, a umiditǎții și a luminii zilei din ce în ce mai scurtǎ. În aceastǎ perioadǎ gândacii pierd apa liberǎ din corp în procent de 50%, fapt ce îi ajutǎ ca în perioada de diapauzǎ sǎ poatǎ ușor supraviețui. Cu cât perioada pregǎtitoare pentru diapauzǎ este mai scurtǎ cu atât este în favoarea gândacului, cu cât acestǎ perioadǎ este mai lungǎ, 1-2 luni, cu atât rezistența gândacului este mai slabǎ și mortalitatea mai mare. Din cauza apariției eșalonate a adulților hibernanți, apoi a celor din noua generație, generațiile se suprapun.
Combatere